# Communauté rurale de Téssékéré Forage
La communauté rurale de Téssékéré Forage est une communauté rurale du Sénégal située au nord-ouest du pays. 
Elle fait partie de l'arrondissement de Yang Yang, du département de Linguère et de la région de Louga.